# Estadio Municipal Radialista Mario Helênio
El Estadio Municipal Radialista Mario Helênio, también conocido como Municipal de Juiz de Fora y popularmente apodado Helenão, es un estadio multiusos ubicado en la ciudad de Juiz de Fora, estado de Minas Gerais, Brasil. Posee una capacidad para 31 800 personas y es utilizado por el Tupi Football Club de la Serie C Brasileña.
El estadio inaugurado en 1988 lleva el nombre de Mário Helênio quien fue considerado uno de los más grandes periodistas deportivos de la ciudad, fallecido en 1995.
El 2 de diciembre de 1989, Flamengo recibió al Fluminense, partido que marco la despedida del fútbol de Zico, quien anotó el primer gol del partido, en la victoria de Flamengo por 5-0, el partido fue válido por el Campeonato Brasileño de aquel año.

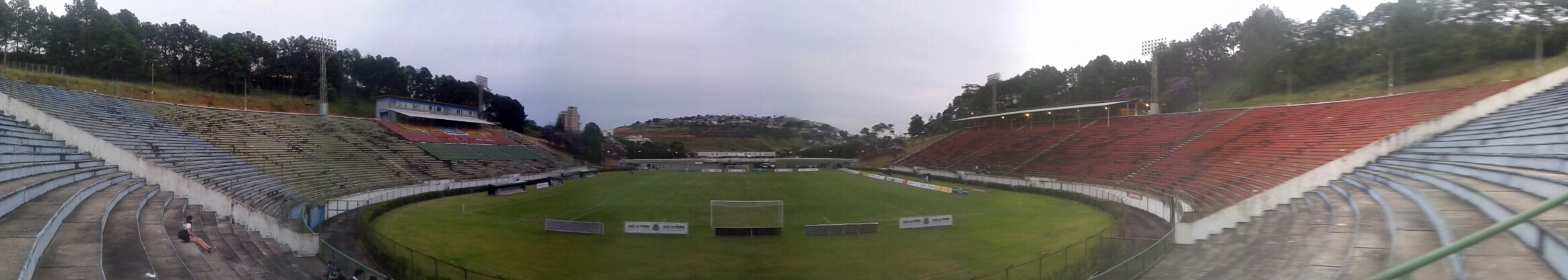
Panorámica del estadio.